# Nemophora tadauchii
Nemophora tadauchii (лат.) — вид длинноусых молей рода Nemophora (Adelidae). Обитает в провинции Юньнань, Китай.

## Описание
Длина передних крыльев 5,5—6,2 мм. Этот вид очень похож на N. sichuana, но наиболее характерными отличительными признаками этого вида являются относительно крупные глаза самца с индексом размера глаза около 1,0 и раздвоенная форма вальвы гениталий самца в боковой проекции (вентрально вальва треугольная). Губной щупик 3-сегментный, короткий или средней длины, с густыми приподнятыми волосками. Максиллярный щупик рудиментарный. Голени передних ног имеют апикальные эпифизы; задние голени покрыты густыми волосками. Этот вид является эндемиком провинции Юньнань и встречается на высоте 2500 м над уровнем моря на горе Хабасюэшань (Mt. Habaxueshan), симпатричен с N. kozlovi. Является представителем видовой группы Nemophora sichuana species group.